# Problema no resuelto
En ciencia y matemáticas, un problema no resuelto o problema abierto es un problema que puede formularse con mucha precisión y todavía no se conoce su solución. Ejemplos notables de grandes problemas matemáticos que han resuelto y cerrado los investigadores en el siglo XX son el último teorema de Fermat y el teorema de los cuatro colores.
Existen importantes problemas no resueltos en muchos campos, tales como la ciencia computacional teórica, la física y las matemáticas. Uno de los problemas abiertos más importantes en bioquímica es cómo predecir la estructura de una proteína desde su secuencia; es el llamado problema de la predicción de la estructura de las proteínas.
Es común en las escuelas de posgrado señalar los problemas no resueltos a los estudiantes. Los estudiantes de posgrado y los miembros de la facultad a menudo se involucran en la investigación para resolverlos.